# Collada del Beç
La Collada del Beç és una collada situada a 957,2 m alt del terme comunal del Tec, a la comarca del Vallespir (Catalunya del Nord). És en el sector central-occidental del terme del Tec.
Hi passa la carretera D74, a prop i al sud de la Llau.